# Ford 335
Ford 335 är en motorserie som tillverkades av Ford Motor Company mellan 1969 och 1982. Serien omfattar bensindrivna V8-motorer med slagvolym på 302, 351 och 400 kubiktum. Alla motorer har en borrning på 4 tum, men har olika slaglängd.

## 302 Cleveland
Denna motor tillverkades i Australien mellan 1972 och 1982. Den har en slaglängd på 3 tum.

## 351 Cleveland
Denna motor tillverkades 1970-74 och har en slaglängd på 3 1/2 tum. Motorn är en V8 med en kamaxel, 2 ventiler per cylinder, kamkedjedrivning och stötstänger.
Det speciella med den så kallade Clevelandmotorn och då speciellt 4-portsmotorn är topparna som genom sin utformning skapar hög kompression samt även har enorma insugs- och avgaskanaler.
I kombination med stora ventiler och grunda och små förbränningsrum hade Ford skapat en potent racingmotor som var avsedd att möta upp konkurrenter inom bilracingen. Sedan kom flera händelser att medföra införande av restriktioner mot dessa motorer med hög effekt. Avgasrening, oljekris och skenande försäkringspremier bidrog till att motoreffekten sänktes. 
Clevelandmotorn förekommer i ett flertal av Fords olika modeller, men också den italienska sportbilen DeTomaso Pantera har denna motor monterad i de tidiga årsmodellerna.
351 Cleveland lades ner 1974 då den inte kunde anpassas till avgaskraven på ett effektivt sätt.

### 351 Clevelands olika typer av toppar
Det finns 6 olika utföranden av Clevelandtoppar.
302 Clevelandtoppar av s.k. Closed Chambers-typ även kallad Quench heads, små insugs och avgaskanaler. Kallas Aussie heads då de tillverkades i Australien.
351 Cleveland 2V (2 ports toppar) Finns på  351C H-Code, 400 och 351M. Är s.k. Open Chambers dvs. lågkompressionstoppar mindre ventiler och insugs samt avgaskanaler.
351 Cleveland 4V (4-ports toppar) Open Chambers. Lågkompressionstoppar stora insugs och avgaskanaler ventilstorlek för 1971 och 1972 är  2,19"/1,71", för 1973 och 1974 är 2,04"/1,65".
351 Cleveland 4V Closed Chambers, stora insugs och avgaskanaler, 2,19"/1,71".
Boss 351 Cleveland 4V Closed Chambers, Stora insugs och avgaskanaler, justerbar ventilmekanism på grund av mekanisk kam 2,19"/1,71".
Boss 302 som också har Clevelandtoppar men blocket är av s.k. Windsortyp. Closed Chambers, justerbar ventilmekanism på grund av  mekanisk kam, stora insugs och avgaskanaler ventilstorlek för 1970 2,19"/1,71" men för 1969 var ventilerna än större 2,23"/1,70". Övriga skillnader är att Boss 302 toppar har uttag för kylanslutning mot insug.

### H-code
Majoriteten av de 351 Cleveland-motorer som tillverkades var av detta basutförande med 2-portsförgasare och lågt kompressionsförhållande. 240 hästkrafter (Net)

### M-code
Denna motor tillverkades 1970-71. Den hade 630 cfm (Cubic feet per minute) 4-portsförgasare, gjutna flata kolvar och högt kompressionsförhållande 11.0:1 1970 och 10.7:1 för 1971. 
Effekt 300 hästkrafter (Net) för 1970 och 285 hästkrafter (Net) för 1971.

### Q-code
Denna motor, kallad 351 Cobra Jet, tillverkades 1971-74. Motoreffekten sjönk årligen från 280 till 246 hästkrafter (Net). 
Den har lågt kompressionsförhållande 9.00:1 för 1971-72, och 8.0:1 med gjutna flata kolvar respektive 7.9:1 för 1973 och 1974 med gjutna skålade kolvar, 750 cfm 4-ports förgasare och 4-bultade ramlager. 

### 1971 R-code
Detta var en högprestandavariant som endast monterades i Ford Mustang Boss 351. Motorn uppgavs från fabrik ha 330 hästkrafter (Gross), 
750 cfm 4 ports förgasare, smidda välvda kolvar, justerbart ventilmekanism, mekanisk kamaxel med solida lyftare, 4-bultade ramlager och förstärkta, kulbombade vevstakar. Kompressionsförhållande 11.1:1

### 1972 R-code
För att minska avgasutsläppen genomfördes vissa förändringar av R-code-motorn inför modellåret 1972. Kompressionen till sänktes 9.2:1 men motorn har fortfarande smidda kolvar och flata kolvar och kamaxelns karaktäristik ändrades. Dessa ändringar ledde till att motorns effekt sjönk till 275 hästkrafter (Net).

## 400
400 är också en motor i 335-familjen. Kan ibland misstas för att vara en 351 Cleveland. 400 är en motor med långt slag, låg kompression, högt vridmoment och låg motoreffekt 150 hästkrafter (Net)

## 351M 1975
351M är också en motor i 335-serien. 351M som har en hel del gemensamt med 400-motorn ovan. 1975 kom 351M tillsammans med 351W att bli en ersättare för både 351C och 400 som lades ner. 
351M har också långt slag, låg kompression, högt vridmoment och låg motoreffekt 150 hästkrafter (Net)